# Culbert Olson
Culbert Levy Olson (Fillmore (Utah), 7 november 1876 - Salt Lake City (Utah), 13 april 1962) was een Amerikaanse advocaat en politicus. Hij was van 1939 tot 1943 de 29e gouverneur van Californië.

## Levensloop

### Vroege jaren
Olson werd geboren in de staat Utah, waar zijn ouders waren aangesloten bij de Mormonen. Zijn moeder was een suffragette en werd de eerste gekozen functionaris in Utah. Senator William H. King was een neef uit de eerste lijn. Olson zelf was niet overtuigd van het bestaan van God en was vanaf zijn tiende atheïst.
Olson studeerde rechten en journalistiek aan de Brigham Young-universiteit in Provo. Hij begon zijn werkende carrière als journalist bij de Daily Ogden Standard. In 1896 voerde hij campagne voor de Democratische presidentskandidaat William Jennings Bryan. Na de verkiezingen vervolgde hij zijn studie rechten aan de Universiteit van Michigan en later de George Washington-universiteit. In 1901 werd hij in Utah tot de balie toegelaten.

### Advocaat
Als advocaat vestigde Olson zich in Salt Lake City. Hij verdedigde voornamelijk vakbondswerkers en politici van progressieve huize. In 1916 werd hij gekozen in de Senaat van Utah. Hij maakte zich hard voor het beëindigen van kinderarbeid, een volwaardig ouderenpensioen en verbetering van de overheidscontrole op nutsbedrijven.
Olson stelde zich in 1920 niet herkiesbaar en verhuisde naar Los Angeles in Californië, waar hij een advocatenpraktijk opende. Hij groeide uit tot een specialist op het terrein van bedrijfsfraude. In 1924 schaarde hij zich achter de Progressieve presidentskandidaat Robert La Follette en in 1932 achter de Democraat Franklin Delano Roosevelt. Olson werd in 1932 gekozen in de staatssenaat van Californië. In de Senaat maakte Roosevelt zich hard voor het beëindigen van de monopolies van een aantal oliebedrijven.
De gouverneur van Californië was op dat moment Republikein Frank Merriam. Hij was van conservatieve huize en omstreden vanwege het gewelddadig beëindigen van een staking in 1934. Zijn belastinghervorming ondergroeven ook zijn populariteit bij zijn eigen achterban. Als gevolg daarvan werd Olson gekozen als gouverneur en was daarmee de eerste niet-Republikein in 40 jaar die gekozen werd als gouverneur van Californië.

### Gouverneur van Californië
Olson had een lastige start als gouverneur. Hij stortte vier dagen na de verkiezingen in. Dokters ontdekten hartproblemen. Daar bovenop kwam het overlijden van zijn vrouw, slechts 39 jaar oud.
Als gouverneur verleende Olson gratie aan Thomas Mooney en Warren Billings, twee vakbondsleden die in levenslang hadden gekregen vanwege het plegen van een bomaanslag in San Francisco in juli 1916. In de jaren daarna was er veel ontlastend bewijs naar boven gekomen waaruit bleek dat beide mannen onterecht waren veroordeeld.
Olson had een moeizame relatie met de wetgevende vergadering van de staat. In het Huis van Afgevaardigden hadden de Democraten de meerderheid, maar zijn partijgenoten hadden een conservatievere inslag dan Olson. In de staatssenaat hadden de Republikeinen de meerderheid. Er was weinig ruimte om de New Deal van president Roosevelt te steunen. Zijn voorstel voor de invoering van universele gezondheidszorg voor elke Californiër werd afgewezen. Dat gold eveneens voor voorstellen om de inkomsten- en vennootschapsbelasting te verhogen en de macht van lobbyisten aan banden te leggen.
Een steen des aanstoots was voor Olson de invloed van de Rooms-katholieke Kerk op het staatsonderwijs. Hij was het oneens met een wetsvoorstel waardoor studenten die een Rooms-katholieke school bezochten recht kregen op gratis vervoer, maar sprak er niet zijn veto over uit. Dat deed hij wel toen de wetgevende vergadering een wet aannam waardoor scholieren van Rooms-katholieke huize die het openbaar onderwijs bezochten halverwege de dag vrij zouden krijgen om catechisatie te bezoeken.
Na de Japanse aanval op Pearl Harbor in december 1941 was er grote angst voor een directe aanval op Californië. Olson riep op de kalmte te bewaren. Californië had veel inwoners met een Japanse achtergrond, waarvan velen geboren in de Verenigde Staten. Het was voor hen bij wet niet toegestaan om de Amerikaanse nationaliteit aan te vragen. President Roosevelt tekende in februari 1942 een wet waarbij het lokale militaire commandanten werd toegestaan om vreemdelingen te verwijderen uit bepaalde zones. Naar aanleiding van die wet werden langs de hele westkust Japanse Amerikanen opgepakt en opgesloten in interneringskampen. In een gesprek met de westelijke commandant Jon DeWitt zei Olson dat de massa-evacuatie niet nodig was, maar in het openbaar steunde hij de uitvoering van de wet.

### Latere jaren
De Republikeinen verweten Olson richting de gouverneursverkiezingen van 1942 dat hij partijpolitiek bedreef in oorlogstijd. Zij droegen de procureur-generaal van Californië Earl Warren voor die uiteindelijk met ruime meerderheid werd gekozen. Na zijn verlies werd Olson weer advocaat. Hij keerde in de jaren vijftig nog eenmaal terug in de schijnwerpers toen hij bij het hooggerechtshof van de staat Californië een wet aanvocht waardoor Rooms-katholieke scholen uitgezonderd werden van het betalen van onroerendezaakbelasting.

## Persoonlijk
Olson was getrouwd met Kate Jeremy, die op 39-jarige leeftijd overleed. Samen hadden zij drie kinderen.
Burnett · McDougall · Bigler · N. Johnson · Weller · Latham · Downey · Stanford · Low · Haight · Booth · Pacheco · Irwin · Perkins · Stoneman · Bartlett · Waterman · Markham · Budd · Gage · Pardee · Gillett · H. Johnson · Stephens · Richardson · Young · Rolph · Merriam · Olson · Warren · Knight · P. Brown · Reagan · J. Brown · Deukmejian · Wilson · Davis · Schwarzenegger · J. Brown · Newsom
- Gemeinsame Normdatei: 1190904446
- International Standard Name Identifier: 0000 0000 2327 6086
- Library of Congress Control Number: n82011051
- National Archives and Records Administration: 10568936
- Nederlandse Thesaurus van Auteursnamen: 149536895
- SNAC: w6tq63p0
- Virtual International Authority File: 53023523
- WorldCat: E39PBJgd6HXybKRqbxj9fykbh3